# Melozone
Melozone é um género de ave da família Passerellidae.
Este género contém as seguintes espécies:
- Melozone albicollis
- Melozone fusca
- Melozone crissalis
- Melozone aberti
- Melozone kieneri
- Melozone biarcuata
- Melozone cabanisi
- Melozone leucotis